# Adicocrita koranata
Adicocrita koranata là một loài bướm đêm trong họ Geometridae.